# 张文堂
张文堂（1969年—），陕西榆林人，汉族，中华人民共和国政治人物。

## 生平
毕业于陕西广播电视大学工商管理专业。加入中国共产党。2013年，担任全国人大代表。2018年2月24日，当选为第十三届全国人大代表。